# Związek gmin Kleines Wiesental
Związek gmin Kleines Wiesental – były związek gmin (niem. Gemeindeverwaltungsverband) w Niemczech, w kraju związkowym Badenia-Wirtembergia, w rejencji Fryburg, w regionie Hochrhein-Bodensee, w powiecie Lörrach. Siedziba związku znajdowała się w miejscowości Tegernau, przewodniczącym jego był Gerhard Wagner.
Dnia 31 grudnia 2008 związek został rozwiązany, a w jego miejsce dzień później utworzono gminę wiejską Kleines Wiesental. Gminy wchodzące w jego skład stały się automatycznie dzielnicami nowo utworzonej gminy.
Związek zrzeszał osiem gmin:
- Bürchau, 190 mieszkańców, 6,12 km²
- Elbenschwand, 164 mieszkańców, 6,76 km²
- Neuenweg, 340 mieszkańców, 12,65 km²
- Raich, 297 mieszkańców, 9,36 km²
- Sallneck, 355 mieszkańców, 4,60 km²
- Tegernau, 389 mieszkańców, 10,15 km²
- Wies, 658 mieszkańców, 21,80 km²
- Wieslet, 589 mieszkańców, 6,40 km²